# Klallam
Els klallam (gent forta) eren una tribu salish que vivia a la península Olympic, al nord-oest de l'estat de Washington, vorejant l'estret Juan de Fuca.

## Demografia
Eren 800 el 1804, 336 el 1904, eren un miler el 1960, el 1980 uns 3.000 però només 40 parlants.
Segons el cens dels EUA del 2000, hi havia censats 2.278 individus.
Actualment viuen a les reserves de Port Gamble (829 censats), Jamestown (216 censats) i Elwaha (638 censats), segons dades de la BIA.

## Costums
vivien a l'àrea cultural del Nord-oest, molt relacionats amb els nootka i kwakiutl, amb qui mantenien trets culturals similars, com els pals totèmics i la celebració del potlacht. Vivien en viles d'un miler de persones, s'alimentaven de wapatto, arrels de cama, baies silvestres i pescaven salmó i mamífers d'aigua, feien escultures de cedre, practicaven l'esclavatge i el xamanisme, i no formaven cap unió política ni nació unificada.
Celebraven cerimònies d'iniciació anomenades "de la canoa de l'esperit" i d'altres per a curar malalts. En elles, el xaman simulava un viatge amb canoa a l'interior de la terra per visitar les ànimes dels difunts. S'empraven taules de fusta i figures esculpides per fer de pont entre l'home i l'esperit.
També feien servir les sxwayxwey, màscares emprades pels naixements, casoris i funerals, amb els ulls plans i cilíndrics que aplicaven jocs d'efectes visuals. Els dissenys de dues dimensions eren no convencionals i més variants, més semblants als dels kwakiutl i nootka que no pas a haida i tlingit.
També tenien una tècnica de trenat per fer cistelles i catifes, o bé també en espiral; unien palla i herbes seques i tenyides per decoració geomètrica.
L'herència es transmet per via paterna, i els llaços de parentiu eren molt importants. Cada grup familiar respectava el seu cap, que l'orientava en l'aprofitament de recursos i matrimonis.

## Història
El primer contacte amb els blancs a la zona de Sound Puget es produí el 1774, amb exploradors espanyols i russos. El 1788 James Cook va visitar la zona. Cap al 1805 els nord-americans Lewis i Clark arribaren a Washington. Cap al 1810 es construí Fort Astoria, a Spokane, i el 1813 el territori fou posat sota la protecció de la NNCo. El 1825 els britànics construïren Fort Vancouver i provocaren la primera epidèmia de verola. El 1850 començaren a confiscar-los terres mercè l'Oregon Donation Act i la creació del territori de Washington el 1853.
Des del 1880 es va difondre a la zona la religió de l'Indian Shaker Church, fundada pel squaxin John Slocum.
El 1914 es produí la primera protesta per les terres índies a la zona costanera. Així el 1916 es creà la North West Federation of American Indians, pel quinault Thomas G. Bishop, que agrupa 40 tribus per aconseguir les reserves promeses. El 1921 organitzaren una protesta contra l'incompliment del Tractat de Point Elliot, i reclamaren 150.000 $.
El 1950 la BIA creà l'Agència de West Washington, per a les tribus dels tractats de l'estat de Washington, entre elles els klallam.
Els membres més destacats de la tribu han estat els escriptors Duane Niatum i Philip Harold Red Eagle.